# Pritlika
Pritlike ali stoloni so stranski poganjki rastlin, ki rastejo v vertikalni (vodoravni) smeri in za katere velja, da se širijo stran od svoje materinske rastline. Izvirajo neposredno iz baze materinske rastline, ki se nahaja v spodnjem delu stebla.
Same pritlike so uporabne tudi v laboratorijih, kjer se takšnih tvorb poslužujejo pri propagacijskih metodah. Za raziskovalce je namreč koristno predvsem dejstvo, da so stoloni kloni materinskega osebka, saj imajo enak genetski zapis.

## Etimologija
Beseda stolon izvira iz grščine in latinščine. V grškem jeziku pomeni stolos spremljavo, medtem ko latinska izraza stolo in stolonis predstavljata poganjek.

## Lastnosti, morfologija in vloga
So potencialni vir za izraščanje listov (pogosto v obliki rozete), novih pokončnih stebelnih poganjkov (iz brstov) in korenin, ki jih zaradi sekundarnega izvora označujemo kot nadomestne ali adventivne. Izrasli listi so običajno nekoliko manjši od normativne velikosti, a se pri določenih vrstah dogaja, da razlik med listi materinske rastline in njenih pritlik ni (na primer pri ustnatici gozdnemu čišljaku, Stachys sylvatica). Rast poganjkov vzpodbujajo rastlinski hormoni, ki jih izločajo korenine materinske rastline, svoj delež pa dodajo tudi nadomestne korenine klona. Nekatere raziskave so pokazale, da na rast pritlik močno vpliva kvaliteta sončne svetlobe; večja bioprodukcija in razvejanje rastline bosta posledica izmenjujoče se sence in neposredne sončne svetlobe, medtem ko bosta celodnevno sončenje ali senčenje vodila v proizvodnjo manjšega števila stolonov.
Na posamezni pritliki so tako kot na značilnem rastlinskem steblu jasno vidni nodiji (kolenca) in internodiji (členki), za slednje pa je značilno, da se krajšajo z večanjem razdalje od materinske rastline.
Stoloni so v osnovi namenjeni vegetativnemu (nespolnemu) razmnoževanju materinske rastline, pri čemer velja, da se lahko na enak način razmnožujejo tudi sami. Kadar izraste stebelni poganjek s spolnimi organi (cvetovi, ki vsebujejo moške in ženske ali zgolj posamezne reproduktivne dele), so pritlike sposobne tudi spolnega razmnoževanja. Pritlike v osnovi niso dolgožive in običajno odmrejo, ko uspešno tvorijo novo rastlino, nekje v obdobju enega do dveh let.

## Pojavljanje
Med seboj ločimo nadzemne in podzemne pritlike, ki jih prepoznamo po njihovem mestu nastanka. Nadzemni stoloni nastajajo pri rastlinah, ki imajo svojo bazo nad površino prsti. Pri mnogih rastlinah, ki tvorijo čebulo, in takšnih, ki imajo korenike, stoloni nastanejo pod zemljo in tam ostanejo, iz prsti pa se dvignejo zgolj listne rozete in poganjki.
Med bolj prepoznavne rastline, ki se vegetativno razmnožujejo z nadzemnimi stoloni, sodijo plazeči skrečnik (Ajuga reptans), navadni jagodnjak (Fragaria vesca), bršljanasta grenkuljica (Glechoma hederacea), plazeča zlatica (Ranunculus repens) in navadna latovka (Poa trivialis). Podzemne stolone lahko opazujemo pri krompirju (Solanum tuberosum), navadni regačici (Aegopodium podagraria), plazeči šopulji (Agrostis stolonifera) in plazeči pirnici (Agropyron repens). Pri krompirju začnejo pritlike izraščati že po desetih dneh, od kar se zeleni del rastline prikaže iz prsti. Na njih se tvorijo tako imenovani podzemni stebelni gomolji, ki so v bistvu preobražene pritlike, namenjene shranjevanju snovi z energijsko vrednostjo.
Obstajajo določene plazeče se rastlinske vrste, ki imajo potencial, da poženejo nadomestne korenine, a stolonov ne tvorijo. Pomembna razlika je namreč, da pritlika nastane iz obstoječega stebla materinske rastline in lahko proizvede popolnoma avtonomen osebek z enakim genomom. Pri šmarnici (Convallaria majalis) in vrstah družine nebinovk (Asteraceae) se pojavljajo korenike, ki tvorijo na pogled pritlikam podobne izrastke. Te korenike so dolge in tanke, z razmeroma dolgimi internodiji in stranskimi brsti, ki pa večinoma ostanejo v stanju dormance.

## Pritlika ali korenika
Včasih je težko razlikovati med pritlikami in korenikami, saj so oboje pretežno podzemne tvorbe, ki so si lahko na pogled podobne, a služijo povsem drugačni funkciji. Pritlike imajo daljše internodije in služijo nespolnemu (vegetativnemu) razmnoževanju, medtem ko so korenike predvsem založni organi, kjer rastline shranjujejo proizvedene ogljikove hidrate ter druge snovi, obenem pa ohranjajo določen delež meristematskih tkiv, ki omogočajo vnovično rast nadzemnega dela rastline, kadar je to potrebno. Ista rastlina lahko ima hkrati koreniko in pritlike.